# 愛媛県道46号宇和島城辺線
愛媛県道46号宇和島城辺線（えひめけんどう46ごう うわじまじょうへんせん）は、愛媛県宇和島市から南宇和郡愛南町に至る県道（主要地方道）である。

## 概要
愛媛県宇和島市祝森から南宇和郡愛南町蓮乗寺に至る。

### 路線データ
- 起点：宇和島市祝森（国道56号交点）
- 終点：南宇和郡愛南町蓮乗寺（国道56号交点）

## 歴史
- 1993年（平成5年）5月11日 - 建設省から、県道宇和島城辺線が宇和島城辺線として主要地方道に指定される[1]。

## 路線状況

### 重複区間
- 愛媛県道286号御内下畑池線（宇和島市津島町下畑地 地内）

## 地理

### 通過する自治体
- 宇和島市
- 南宇和郡愛南町

### 交差する道路
- 国道56号（起点）
- 愛媛県道4号宿毛津島線（宇和島市津島町岩渕）
- 愛媛県道286号御内下畑池線（宇和島市津島町下畑地）
- 愛媛県道286号御内下畑池線（宇和島市津島町下畑地）
- 愛媛県道299号一本松城辺線（南宇和郡愛南町緑乙）
- 愛媛県道297号久良城辺線（南宇和郡愛南町城辺甲）
- 国道56号（終点）

### 沿線にある施設など
- 宇和島市立清満小学校
- 宇和島市立僧都小学校
- 緑郵便局
- 愛南町立緑小学校
- 愛媛県立南宇和病院
- 愛南町立城辺中学校
- 愛南町立城辺小学校